# Lepanthes mazatlanensis
Lepanthes mazatlanensis là một loài thực vật có hoa trong họ Lan. Loài này được Solano & Reynaud mô tả khoa học đầu tiên năm 2002.